# Pyrenaria
Pyrenaria ist eine Pflanzengattung aus der Familie der Teestrauchgewächse (Theaceae). 

## Beschreibung
Pyrenaria sind immergrüne Bäume, ihre Blätter sind spiralig, ledrig und gezähnt. Die Blütenstiele sind kurz. Es gibt zwei (selten mehr) Vorblätter, diese sind bleibend, nur selten sind sie hinfällig. Die fünf bis sechs Kelchblätter sind ungleich geformt, die fünf bis sechs (selten bis zwölf) Kronblätter sind am Ansatz schwach verwachsen, ebenso die Staubblätter, die zusätzlich am Ansatz an den Kronblättern angewachsen sind. 
Der Fruchtknoten ist fünf- bis sechsfächrig (selten drei bis zehn), mit zwei bis drei (selten bis fünf) Samenanlagen pro Fruchtblatt. Der Griffel ist einfach oder verzweigt oder besteht aus unverwachsenen Griffelästen. Die Frucht ist eine Steinfrucht, selten auch eine Kapsel, der Kelch bleibt an ihr gelegentlich am Fruchtansatz erhalten. Die Samen sind elliptisch, der Embryo gerade, die Keimblätter sind dünn, fest gefaltet und gedreht, ein Endosperm fehlt. Durch welche Tiere die Samen verbreitet werden, ist nicht bekannt.

## Verbreitung
Die Gattung ist auf Südostasien beschränkt, sie ist von China südwärts bis in den Westen Malesiens verbreitet, wo sie sich in immergrünen Wäldern findet.

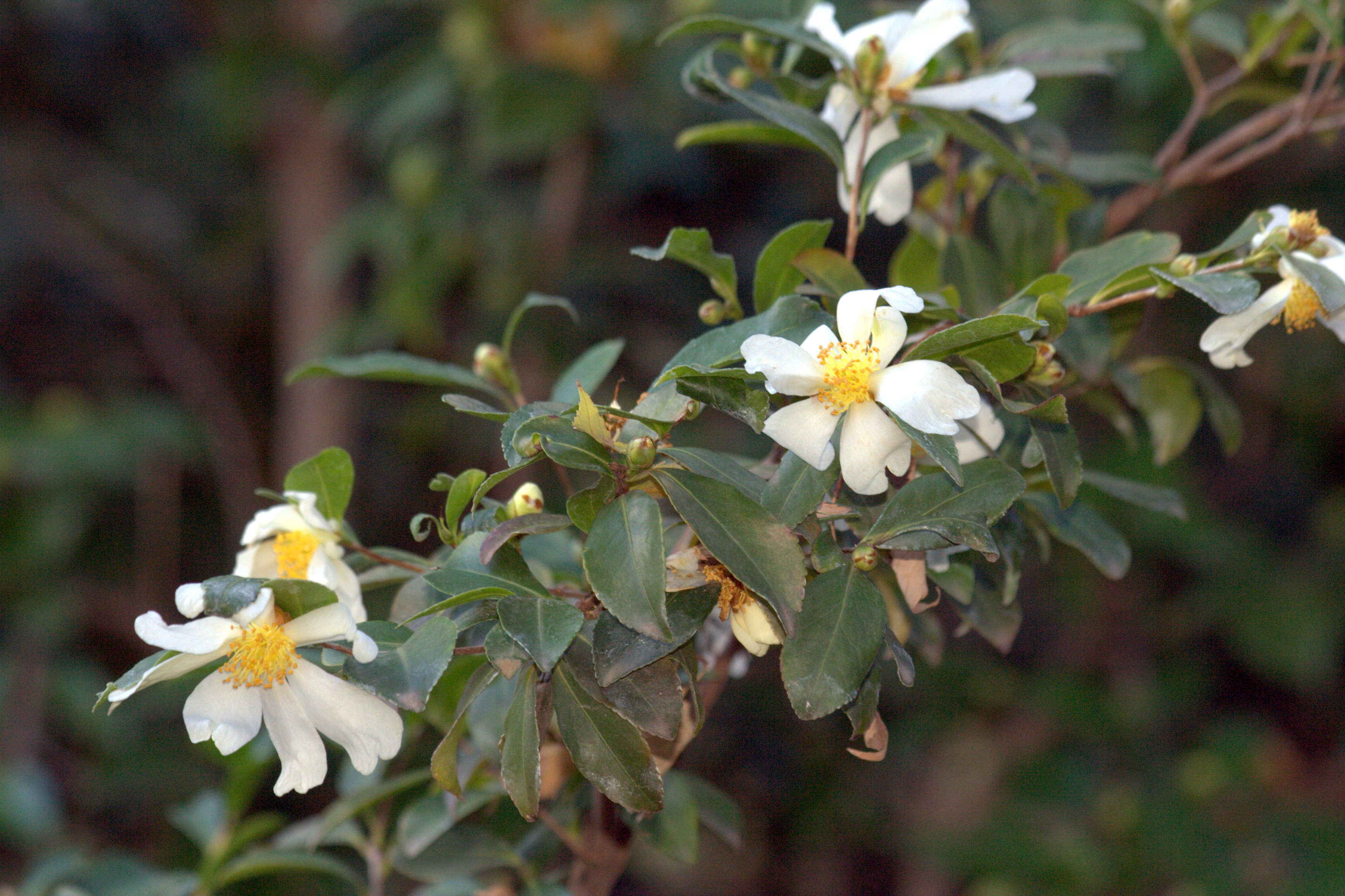
Pyrenaria microcarpa

## Systematik
Die Gattung besteht aus 42 Arten, darunter:
- Pyrenaria microcarpa (Dunn) H. Keng (Syn.: Pyrenaria shinkoensis (Hayata) H. Keng, Camellia shinkoensis (Hayata) Makino, Pyrenaria virgata (Koidz.) H. Keng, Thea virgata Koidz., Tutcheria virgata (Koidz.) Nakai): Sie kommt in zwei Varietäten in China, Vietnam, Taiwan und Japan vor.[1][2]
- Pyrenaria pahangensis H.Keng: Sie kommt auf der Malaiischen Halbinsel vor.
- Pyrenaria spectabilis (Champ. ex Benth.) C.Y. Wu & S.X. Yang: Sie kommt in zwei Varietäten in China und in Vietnam vor.[1][2]